# Font de Margarit
La Font de Margarit és una font del terme municipal de Castell de Mur, en territori del poble de Cellers, de l'antic municipi de Guàrdia de Tremp.
És a 575 msnm, a la dreta del barranc de la Font de Margarit, al qual dona nom, a la partida de los Brugals, en el sector sud-occidental del terme de Castell de Mur. És a l'oest-sud-oest de Cellers i a l'oest-nord-oest de les Cases de l'Estació, aproximadament a 1,5 km. de tots dos nuclis de població. El Camí de la Font uneix aquesta font amb la del Cambrot i amb el poble de Cellers.